# Waves from the Road
Albums de AaRON
Birds in the Storm
(2010) We Cut the Night
(2015)
Waves from the Road est le premier album live du groupe de pop français AaRON, publié le 5 décembre 2011 par Cinq 7 et Wagram Music.
Après la tournée de Birds in the Storm, AaRON a organisé une série de concerts s'intitulant Unplugged & Waves. Lors de ces concerts, le duo s'était mis en tête de revisiter ses morceaux en changeant l'instrumentation. Ces enregistrements ont donné naissance à leur troisième album : Waves from the Road.  Le groupe a également retravaillé ses autres tubes tels que Rise, Seeds of Gold, Angel Dust ou encore U-Turn (Lili), qui retrouve son côté mélancolique renforcé. 

## Liste des chansons
Toute la musique est composée par AaRON.
| No  | Titre              | Durée |
| --- | ------------------ | ----- |
| 1.  | Inner Streets      | 4:22  |
| 2.  | Rise               | 4:05  |
| 3.  | Angel Dust         | 3:42  |
| 4.  | Blow               | 4:03  |
| 5.  | Seeds of Gold      | 4:32  |
| 6.  | War Flag           | 6:17  |
| 7.  | Birds In The Storm | 4:55  |
| 8.  | A Thousand Wars    | 4:03  |
| 9.  | Mister K.          | 3:08  |
| 10. | The Lame Souls     | 5:34  |
| 11. | Little Love        | 4:18  |
| 12. | Arm your Eyes      | 4:40  |
| 13. | Ludlow L.          | 4:20  |
| 14. | Tomorrow Morning   | 3:54  |
| 15. | U-Turn (Lili)      | 4:28  |
| 16. | Passengers         | 5:13  |
| 17. | Endless Song       | 4:52  |